# Sasbach

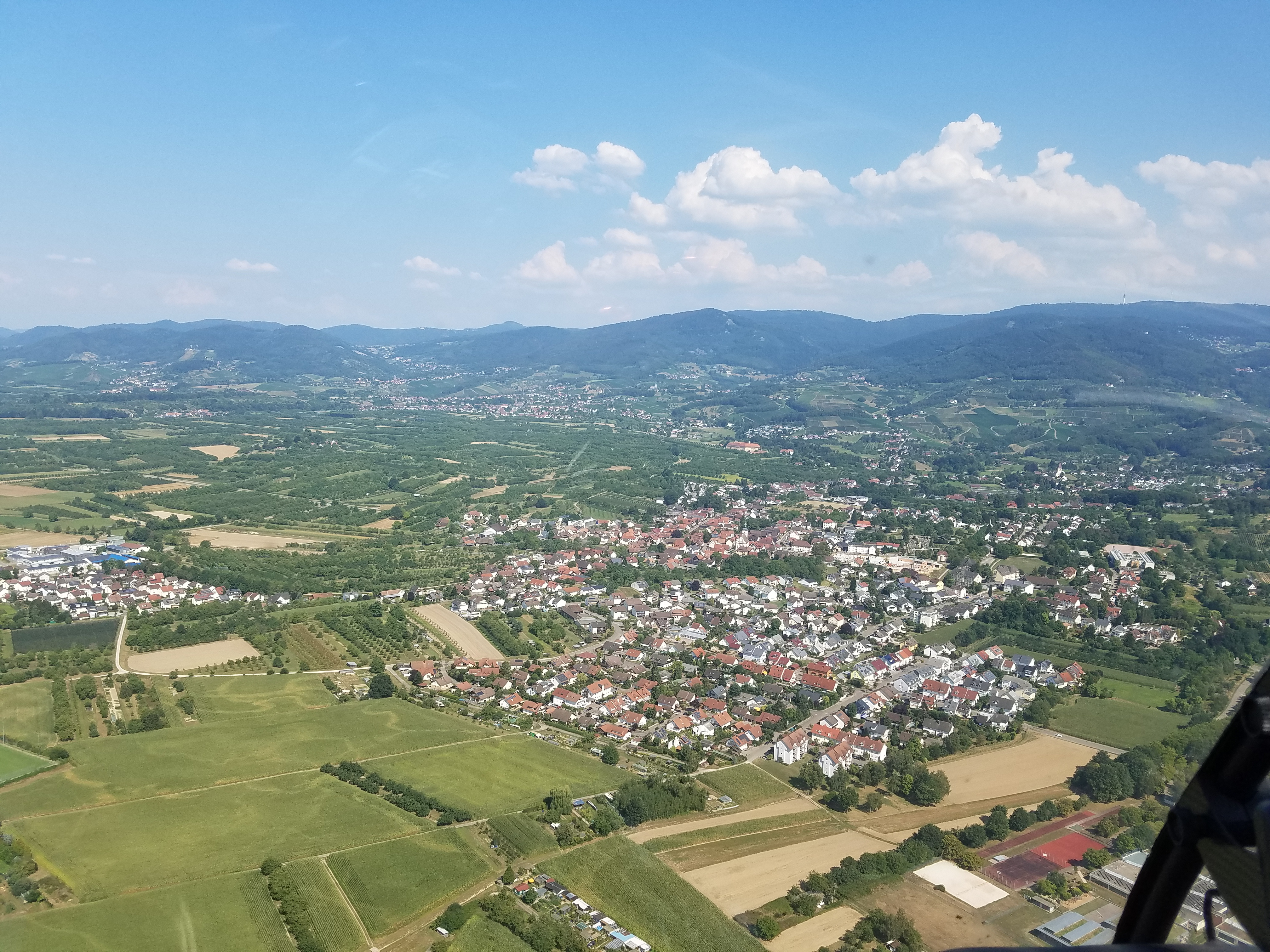
Luftaufnahme von Sasbach in Richtung Schwarzwald

Sasbach ist eine Gemeinde im Ortenaukreis in Baden-Württemberg.

## Geographie

### Geographische Lage
Sasbach liegt in der Ortenau, am Rand der Oberrheinischen Tiefebene und am Westrand des Schwarzwalds, zwischen Achern (2 km südwestlich) und Bühl (etwa 8 km nordwestlich). Obersasbach liegt östlich von Sasbach.

### Nachbargemeinden
Die Gemeinde grenzt im Norden an Ottersweier im Landkreis Rastatt, im Osten an Lauf, im Süden an Sasbachwalden und im Westen an die Stadt Achern.

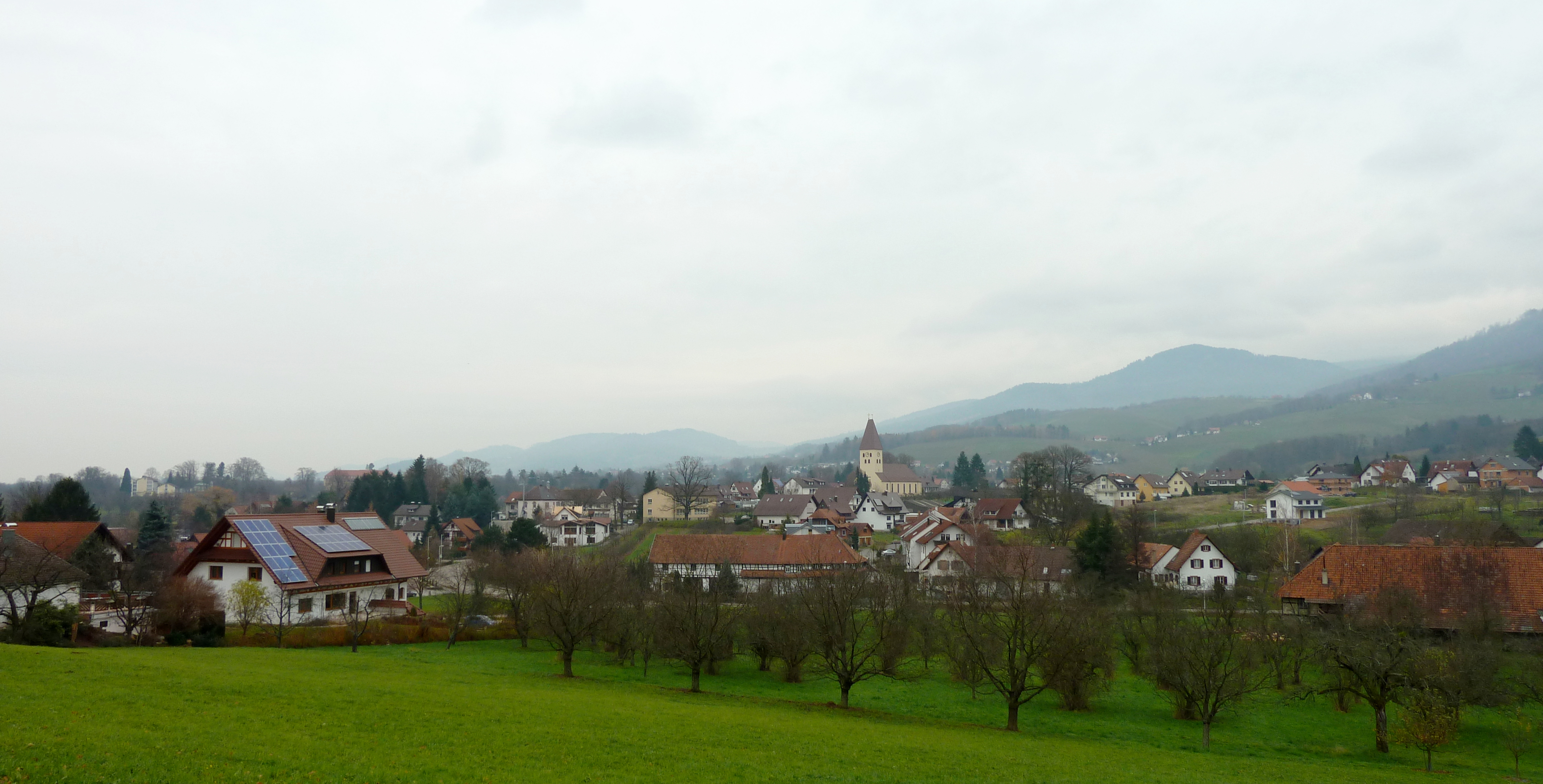
Obersasbach

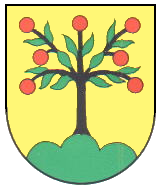
Obersasbach

### Gemeindegliederung
Zur Gemeinde Sasbach mit der früher selbstständigen Gemeinde Obersasbach gehören 13 Dörfer, Weiler, Zinken und Höfe. Zur ehemaligen Gemeinde Obersasbach gehören das Dorf Obersasbach, die Weiler Blumberg und Hundsbosch, die Zinken Erlenbad mit Kloster und Sanatorium Marienheim, Illenbach, Vogelsberg und Winterbach und die Höfe Kammersbrunn und Klepperhöfe. Zur Gemeinde Sasbach in den Grenzen von 1972 gehören das Dorf Sasbach und die Orte Lindenhof(haus), Siedlung und Unterstmatt. Im Gemeindeteil Sasbach liegen die abgegangenen Ortschaften Rothenhausen und Überslag.

## Geschichte

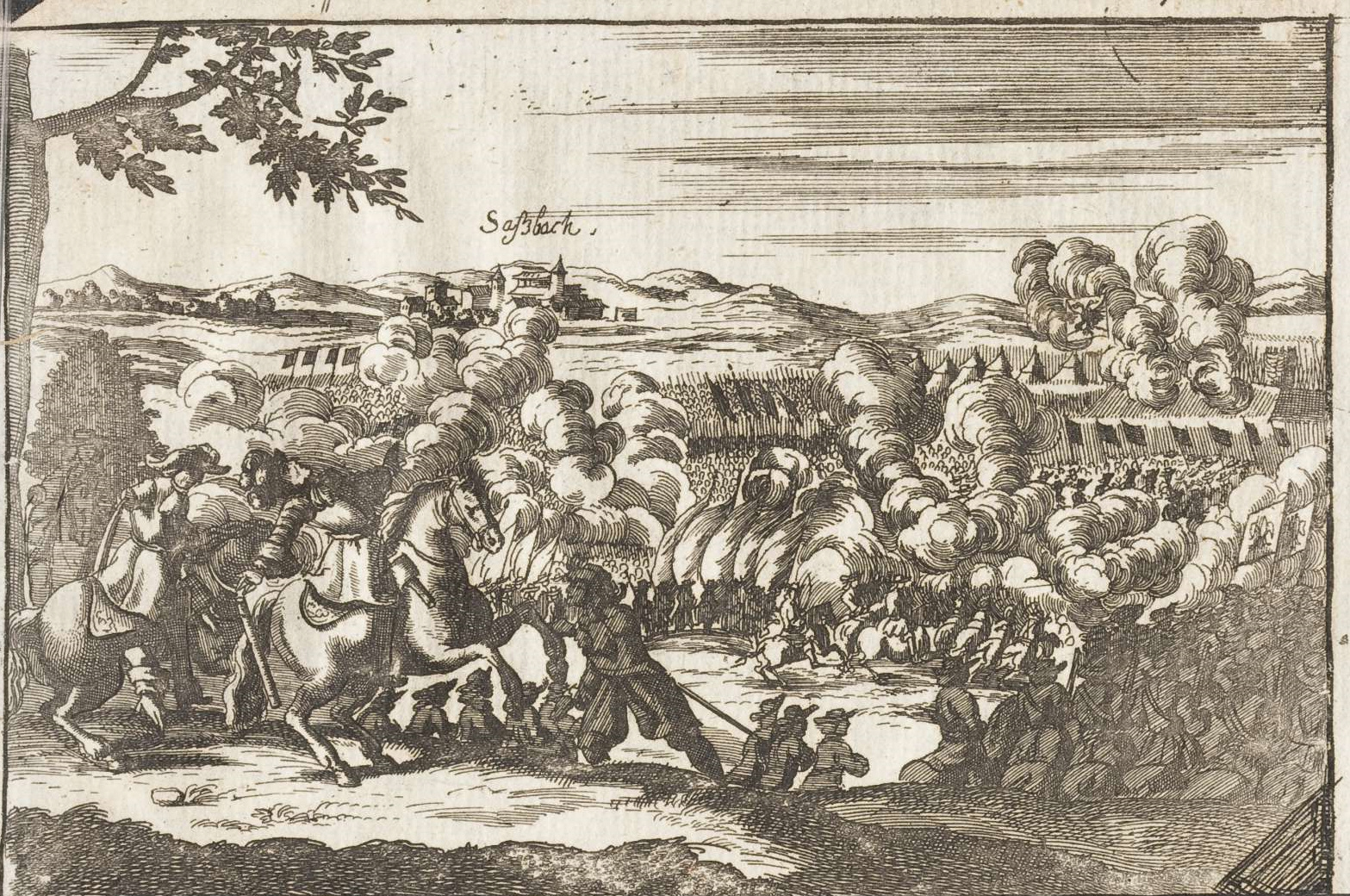
Schlacht bei Sasbach 1675

Historische Schreibweisen des Ortsnamens sind unter anderen Sahspach, Sachspach, Saspach, Saßsbach, Sahenspach.
Bereits um 750 muss die Siedlung Sasbach an der ehemaligen Römerstraße (Furt durch den Bach Sasbach beim heutigen Gasthaus Ochsen), die das Lager Straßburg mit dem Badeort Baden (-Baden) verband, bestanden haben, denn 776 starb der Straßburger Bischof Heddo, der das Kirchspiel Sasbach am Ort einer der drei großen Markgenossenschaften der Ortenau im Bereich der Diözese Straßburg gegründet hatte. Sasbach gehört somit zu den früh besiedelten Orten königlich fränkischen Ursprungs, war Königsgut und Sitz der Mutterkirche eines großen Sprengels. Auf das 8. Jahrhundert deutet auch das Patrozinium der hl. Brigida der Pfarrkirche St. Brigitta hin, ebenso auf einen früheren Einfluss des Klosters Honau, das bis zum Jahr 1348 Rechte (Zinsgefälle) in Sasbach behielt.
1070 gelangten die Ullenburg und Ländereien im vorderen Renchtal und in der weiteren Ortenau, darunter Sasbach, durch Schenkung in das Eigentum des Bischofs von Straßburg.
1136 erschienen „ecclesia“ und Zugehörungen in Sasbach im Besitz des Klosters Schuttern. Zu folgern ist, dass das Kloster Schuttern im Mittelalter Patronatsherr der Sasbacher Kirche war.
1138 bzw. 1852 übergaben der Freigeborene Eberhard von Sasbach und seine Ehefrau Heilwig ihr Gut in Sasbach an das Kloster Reichenbach. Heinz Gabathuler identifizierte diesen mit Eberhard de Saccho, der 1137/1739 Prokurator der Grafen von Gammertingen in Chur war. Damit wäre Sasbach der Ursprung des Ostschweizer Adelsgeschlechts der Freiherren von Sax.
1316 wurde der Straßburger Bischof auch weltlicher Landesherr im Rench-, Acher- und Sasbachtal, der Bischof hatte damit auch die hohe Gerichtsbarkeit inne. In Sasbach war der Bischof somit Grundeigentümer, geistlicher Herr und weltlicher Landesherr. Von 1392 an wurde die Pfarrei Sasbach von Mönchen des Klosters Schuttern versorgt.
Durch die Schlacht bei Sasbach am 27. Juli 1675 gelangte Sasbach in die Geschichtsbücher. Im Holländischen Krieg (1672–1679) trafen in und um Sasbach Truppen Ludwigs XIV. unter Marschall Turenne und kaiserliche Truppen unter dem Feldherrn Raimondo Montecuccoli zusammen. Dabei wurde der Ort niedergebrannt. Nur drei Häuser sollen stehengeblieben sein. Marschall Turenne wurde dabei noch vor Beginn der eigentlichen Schlacht durch eine Geschützkugel tödlich getroffen. An diese Begebenheit erinnert heute ein Gedenkstein von 1675 („Hier ist Turenius vertötet worden“), ein Obelisk und das kleine Turenne-Museum.
1781 erhielt Sasbach Marktrecht durch den Landesherrn, den Fürstbischof von Straßburg; ein Jahr später wurde ein zweiter Markttag gewährt und auf den Katharinentag (25. November) gelegt. Dieser „Katharinenmarkt“ wird heute noch abgehalten.
Die Gemeinde, die Teil des Hochstifts Straßburg war, fiel in der napoleonischen Zeit an das Großherzogtum Baden. Dort gehörte der Ort lange zum Landkreis Bühl. Als dieser 1973 aufgelöst wurde, fiel Sasbach an den Ortenaukreis.
1875 gründete Pfarrer Prälat Franz Xaver Lender die Lendersche Lehranstalt, die heute noch als Heimschule Lender mit mehreren gymnasialen Zweigen besteht.
Am 1. Januar 1973 wurde die Gemeinde Obersasbach eingemeindet.

## Religionen
In Obersasbach befindet sich das Mutterhaus der Franziskanerinnen von Erlenbad.

## Politik

### Gemeinderat
Die Gemeinderatswahl am 9. Juni 2024 führte bei einer Wahlbeteiligung von  65,43 % zu folgendem Ergebnis (mit Vergleichszahlen der vorigen Wahl):
| Partei / Liste                                      | Stimmenanteil | Sitze |                  | 2019 |
| Christlich Demokratische Union Deutschlands (CDU)   | 47,5 %        | 9     | 52,70 %, 9 Sitze |      |
| Freie Bürgerliste für Sasbach und Obersasbach (FBL) | 30,4 %        | 5     | 47,30 %, 9 Sitze |      |
| Bündnis 90/Die Grünen                               | 12,9 %        | 2     | – –              |      |
| Junge Liste                                         | 09,1 %        | 2     | – –              |      |

### Bürgermeister
Von 1985 bis 2001 war Ewald Panther (* 1946) an der Rathausspitze. Am 27. September 2009 fanden parallel mit den Bundestagswahlen auch die Bürgermeisterwahlen statt. Wolfgang Reinholz wurde mit 55,4 % für eine zweite Amtszeit wiedergewählt.
Im Oktober 2017 konnte sich der Betriebswirt Gregor Bühler (CDU) gleich im ersten Wahlgang mit 59,5 % der Stimmen gegen den Amtsinhaber durchsetzen. Am 4. Dezember 2022 wurde er zum Oberbürgermeister von Oberkirch gewählt.
Am 2. April 2023 wurde Dijana Opitz (CDU) mit 52 Prozent der Stimmen zur Bürgermeisterin gewählt. Sie trat das Amt am 1. Juni 2023 an.

### Verwaltungsgemeinschaft
Die Gemeinde gehört der Vereinbarten Verwaltungsgemeinschaft der Stadt Achern an.

### Partnergemeinden
Sasbach unterhält mit folgenden Städten eine Städtepartnerschaft:
- Mapello, Lombardei, Italien
- Marmoutier, Grand Est, Frankreich

## Kultur und Sehenswürdigkeiten

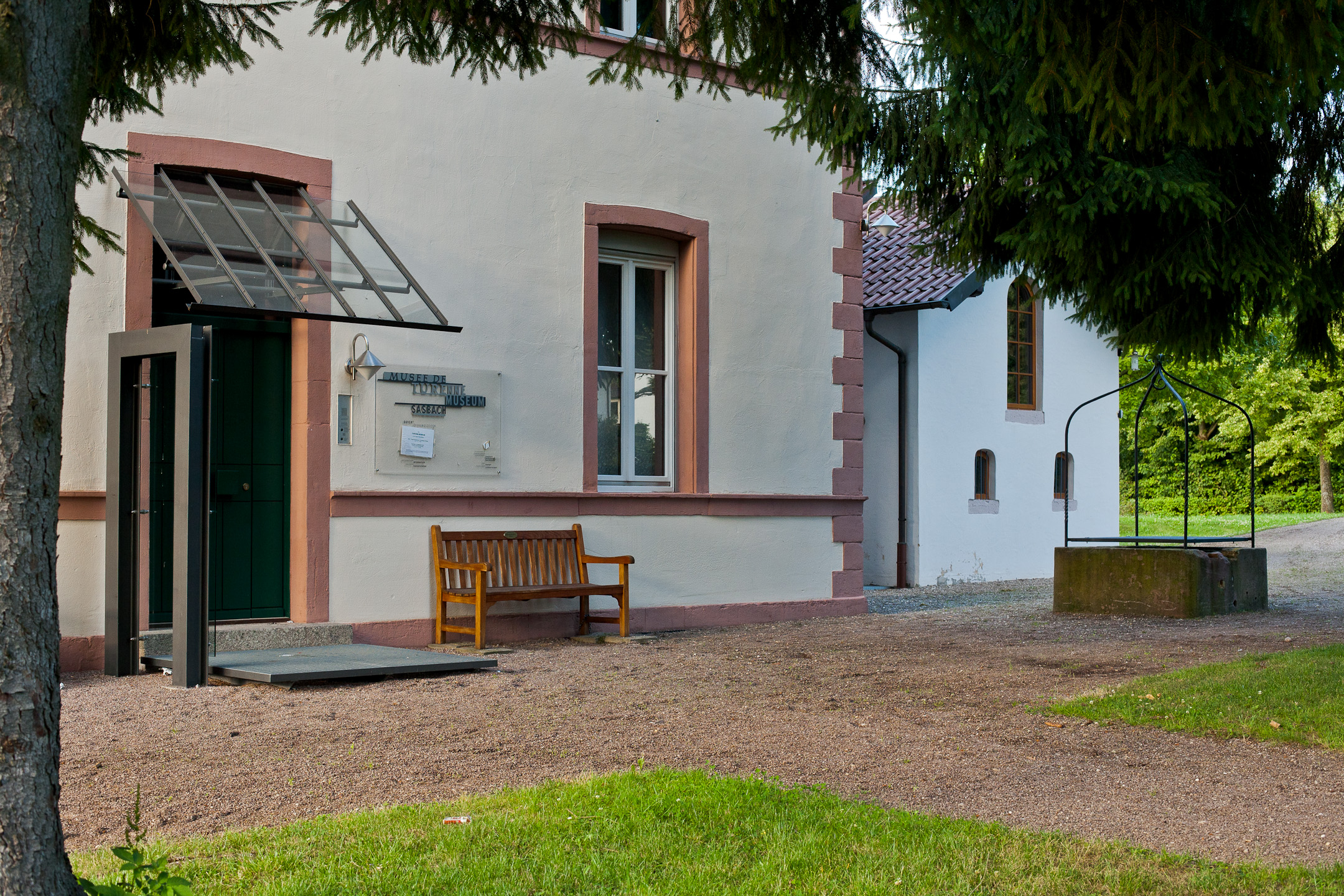
Turenne-Museum

### Museen
- Das Toni-Merz-Museum (in Obersasbach) präsentiert die Werke des Malers Toni Merz.
- Der Kühnerhof, ein einzigartiges Wohngehöft mit einer Sägemühle und einer Getreidemühle ist mit seiner gesamten Ausstattung erhalten geblieben.
- Das Turenne-Museum erinnert an den französischen Marschall Turenne, der 1675 in der Schlacht bei Sasbach fiel.

### Sport
Die Tour de France hatte 2005 in Sasbach eine Sprintwertung.
Im Fußball wird die Gemeinde zum einen vom SV Sasbach vertreten, der momentan (2014/15) in der Bezirksliga Baden-Baden spielt und zum anderen vom SV Obersasbach, der in der Kreisliga B aktiv ist.
Der Schachsport wird von Schachfreunde Sasbach e. V. repräsentiert. Im Jahr 2018 konnte der Verein die Badische Blitz-Mannschafts-Meisterschaft und den Badischen Einzeltitel gewinnen. Die erste Mannschaft spielt aktuell in dritthöchsten Klasse, der Oberliga Baden.
Weiterhin unterhält der Inlinehockey Club Blue Arrows Sasbach e. V. einen Inlinehockeyplatz. Neben dem Spielbetrieb werden dort auch Inline-Kurse für Kinder angeboten.

## Wirtschaft und Infrastruktur

### Verkehr

#### Bus- und Bahnverkehr
Die Gemeinde ist durch Buslinien mit Achern, Bühl (Baden), Sasbachwalden und Lauf (Baden) verbunden und gehört dem Tarifverbund Ortenau (TGO) an.
Anschluss an das Eisenbahnnetz besteht am Bahnhof Achern an der Rheintalbahn und Achertalbahn; ICE-Züge können in Offenburg oder Baden-Baden erreicht werden.

#### Autobahn
Ein Anschluss an die Autobahn 5 (Basel – Frankfurt am Main) besteht an der Anschlussstelle Achern (53).

#### Radverkehr
Durch eine Alltagsroute aus dem Radnetz Baden-Württemberg ist Sasbach mit Achern und in die andere Richtung über Ottersweier mit Bühl verbunden.
Durch das Gemeindegebiet verlaufen zwei Landes-Radfernwege: 
- Der Badische Weinradweg[13] führt von Grenzach-Wyhlen am Hochrhein nach Laudenbach im Norden Baden-Württembergs, dabei werden sieben der neun badischen Weinanbaugebiete untereinander verbunden. Die Route verläuft aus Oberachern kommend nach Obersasbach und weiter über Lauf nach Ottersweier.
- Der Naturpark-Radweg Schwarzwald Mitte/Nord führt rund um selbigen Naturpark. Er verläuft auf dem identischen Weg durch das Gemeindegebiet wie der Badische Weinradweg.

Sasbach ist Mitglied der AGFK (Arbeitsgemeinschaft Fahrrad- und Fußverkehrsfreundlicher Kommunen) in Baden-Württemberg.

#### Luftverkehr
Die nächsten Flughäfen sind der Flughafen Straßburg (50 km) und der Flughafen Karlsruhe/Baden-Baden (25 km).

### Bildung
In Sasbach gibt es die Sophie-von-Harder-Schule (eine Grund- und Hauptschule mit Werkrealschule) sowie eine Grundschule in Obersasbach.
Ebenfalls im Ort befindet sich eine Montessori-Schule, die Heimschule Lender (ein katholisches Gymnasium des Erzbistums Freiburg), und ein Berufliches Gymnasium mit wirtschaftlichem und sozialpädagogischem Zweig.
Daneben gibt es vier Kindergärten: der Kindergarten Waldfeld und das Kinderhaus Obersasbach stehen in kommunaler Trägerschaft, das Kinderhaus St. Elisabeth ist eine katholische Einrichtung und der Waldkindergarten Obersasbach ist ein vom Kinderhaus Obersasbach geführter Kindergarten mit waldpädagogischen Aspekten. Im Frühjahr 2024 soll ein fünfter Kindergarten in einem der Gebäude, die zum Kloster Erlenbad in Obersasbach gehören, eröffnen. Er soll ebenfalls als katholische Einrichtung geführt werden und den Namen "Erlen Nest" erhalten.

### Justiz
Sasbach gehört zum Bezirk des Amtsgerichts Achern.

## Persönlichkeiten
- Philipp Lichtenauer (1799–1850), badischer Oberamtmann
- Isidor Früh (1922–2002), Landwirt und Politiker (CDU)
- Constantin Frommann (* 1998), Fußballspieler

- Der Naturforscher Alexander von Harder (1832–1879) lebte ab Anfang der 1860er Jahre auf einem Landgut bei Sasbach.
- Am 2. Mai 1969 starb der ehemalige Reichskanzler und einer der freigesprochenen Hauptangeklagten im Nürnberger Prozess, Franz von Papen, in Obersasbach.
- Am 27. Juni 1980 starb Walter Robert Dornberger, Chef von Wernher von Braun in Peenemünde, später Vorstand bei der Bell Aircraft Corporation, in Obersasbach.
- Hans Filbinger (1913–2007), Politiker (CDU), 1966–1978 Ministerpräsident von Baden-Württemberg, verbrachte die Jahre des Ersten Weltkriegs und spätere Ferienzeiten auf dem Hof seiner Großeltern von Mutterseite in Sasbach und bezeichnete diesen Ort als seine eigentliche Heimat. Die Gemeinde verlieh ihm 1968 die Ehrenbürgerwürde.